# Šarišské Michaľany
Šarišské Michaľany (in ungherese Szentmihályfalva) è un comune della Slovacchia facente parte del distretto di Sabinov, nella regione di Prešov.